# Mighty Band
Mighty Band (tidigare Hajmat) var en popgrupp verksam i Göteborg mellan 1978 och 1986. Deras mest kända låt, "Var ska vi sova inatt", blev känd genom ett framträdande i TV-programmet Nöjesmaskinen den 29 oktober 1982 tillsammans med Lasse Holm. Gruppen återförenades i april 2005 för första gången sedan upplösningen 1986.[källa behövs]

## Gruppmedlemmar
- Jonny Nordqvist (lead-sång, keyboard)
- Per-Arne Lövgren (gitarr, sång)
- Michael Mattsson (gitarr, sång)
- Anders Thilander (bas)
- Ulf Magnusson (trummor)
- Kenneth Eliasson (ljudteknik)
- Michael Möller (ljusteknik)

## Diskografi

### Singlar
- 1982 – Natten kommer / Monopol
- 1982 – Var ska vi sova inatt baby / Dum dum telefon
- 1983 – Skolan e' över / School's Out
- 2022 – Tappra bröder
- 2022 – Låtsasvärld

### Album
- 1983 – Vill ha mer